# آلبانیایی‌های کانادا
آلبانیایی‌های کانادا (آلبانیایی: Shqiptarë Kanadezë) شهروندان کانادا از تبار آلبانیایی یا افراد آلبانیایی مقیم کانادا هستند. با توجه به سرشماری سال ۲۰۱۱ ۲۸٬۲۷۰ کانادایی با تبار آلبانیایی وجود دارد که این تعداد نسبت به تعداد ۲۲٬۳۹۵ نفر در سرشماری سال ۲۰۰۶ افزایش یافته‌است.

## تاریخ
اولین آلبانیایی‌هایی که در کانادا ساکن شدند، در اوایل قرن بیستم وارد شدند، به‌دلیل قیام‌های داخلی که در کشور مبدا آن‌ها رخ داد. با این حال، پس از جنگ جهانی دوم (۱۹۴۵–۱۹۳۹) تعداد کمی از آلبانیایی‌ها به کانادا نقل مکان کردند و بیشتر آن‌ها از یوگسلاوی سابق به‌دلیل رژیم کمونیستی در آلبانی که سفرهای خارجی را ممنوع می‌کرد، به آنجا آمدند. اکثر آلبانیایی‌هایی که پس از جنگ به کشور کانادا مهاجرت کردند تصمیم به استقرار در مونترال یا تورنتو گرفتند. همچنین برخی از کارگران آلبانیایی در کلگری و انتاریو (به عنوان مثال پیتربورو) زندگی می‌کردند. علی رغم این مهاجرت، تا سال ۱۹۸۶، تعداد آلبانیایی‌ها کمتر از ۱٬۵۰۰ نفر ثبت شد. با این حال، در سال ۱۹۹۱، این ارقام تقریباً دو برابر شد. تعداد آلبانیایی‌ها در کانادا در اواخر دهه ۱۹۹۰ به اوج خود رسید، زیرا آن‌ها از بحران اقتصادی و سیاسی در آلبانی و یوگسلاوی فرار کردند.
در آغاز قرن بیست و یکم، یک جنگ جدید موج دوم مهاجرت آلبانیایی‌ها به کانادا را برانگیخت. این درگیری مسلحانه درگیری بین ارتش و پلیس آلبانی و صربستان بود، که باعث شد بسیاری از آلبانیایی‌ها مجبور به ترک کوزوو به عنوان پناهنده شوند، بسیاری از آن‌ها به کانادا مهاجرت کردند. بنابراین، در سال ۱۹۹۹، دولت کانادا برنامه اقامتی را برای اجازه دادن به ۷۰۰۰ پناهنده آلبانیایی کوزووی ایجاد کرد.
همانند متخصصان سایر کشورها، تعداد زیادی از جوانان متخصص آلبانیایی برای زندگی بهتر به کانادا مهاجرت کردند.
طبق سرشماری سال ۲۰۰۶، ۲۲٬۳۹۵ نفر آلبانیایی‌تبار در کانادا زندگی می‌کردند که بیشتر آن‌ها با جمعیت ۱۱٬۳۸۵ نفر (۵۱٪) در تورنتو زندگی می‌کردند. همیلتون، کیچنر، لندن، اتاوا و پیتربورو مناطقی در حومه تورنتو هستند که دارای جوامع آلبانیایی نیز هستند.

## افراد مشهور
- اریک مارگولیس